# Saussurea discolor
La saussurea cordata (Saussurea discolor (Willd.) DC., 1810) è una pianta erbacea angiosperma dicotiledone delle zone alpine, appartenente alla famiglia delle Asteraceae.

## Etimologia
Il nome generico (Saussurrea) deriva da quello dello scienziato ginevrino Horace-Bénédict De Saussure (1740 – 1799), naturalista e alpinista, professore presso l'Accademia di Ginevra, che fu il promotore della prima salita al Monte Bianco nel 1786, e da quello del figlio Théodore de Saussure. L'epiteto specifico (discolor) deriva dal greco antico, in particolare dal prefisso ”dis” (= due o due volte) che insieme alla parola ”color” indica una pianta a più colori come le due facce delle foglie nel caso della specie di questa voce.

Il binomio scientifico attualmente accettato è stato definito inizialmente dal botanico, farmacista e micologo tedesco Carl Ludwig Willdenow (Berlino, 22 agosto 1765 – Berlino, 10 luglio 1812) e successivamente perfezionato dal botanico e micologo svizzero Augustin Pyrame de Candolle (Ginevra, 4 febbraio 1778 – 9 settembre 1841) nella pubblicazione ”Annales du Museum National d'Histoire Naturelle. Paris” del 1810.

## Descrizione

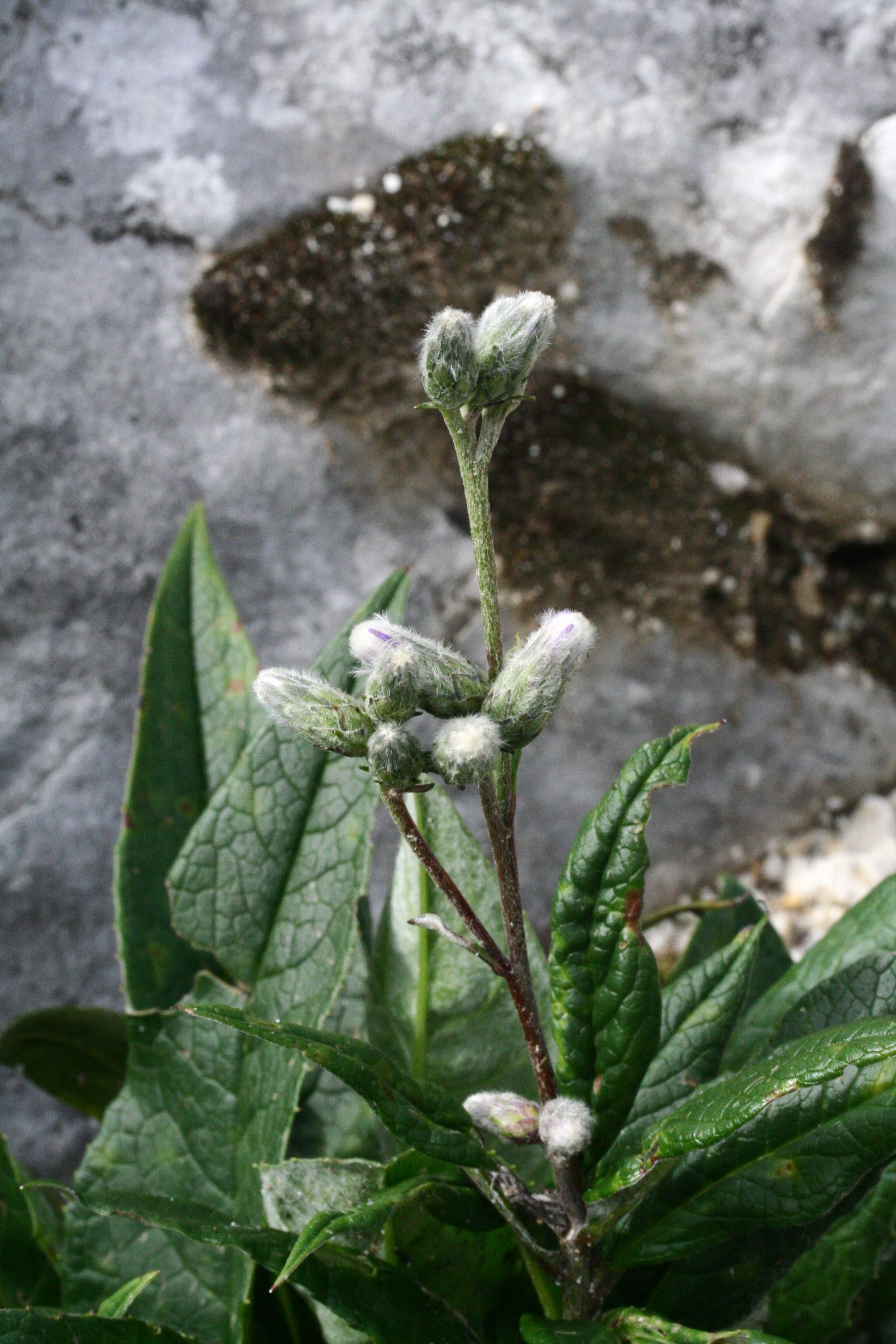
Il portamento
Località: Giardino Botanico Alpino "Giangio Lorenzoni", Pian Cansiglio, Tambre d'Alpago (BL), 1000 m s.l.m. – 05/07/2007

L'aspetto di queste piante è erbaceo con piccole dimensioni (da 8 a 15 cm – massimo 25 cm). La forma biologica della specie è emicriptofita rosulata (H ros); ossia sono piante perenni, con gemme svernanti al livello del suolo e protette dalla lettiera o dalla neve e con le foglie disposte a formare una rosetta basale.

### Radici
Le radici sono secondarie da rizoma.

### Fusto
- Parte ipogea: la parte sotterranea è un rizoma bruno scuro con un portamento obliquo; può essere rivestito dalle guaine di foglie morte.
- Parte epigea: la parte aerea del fusto è eretta, ascendente, poco lanosa e colorata di rosso lucido.

### Foglie
Le foglie sono semplici e intere, con bordi dentati (ma senza spinule); quelle basali sono picciolate (picciolo non alato) con lamina strettamente lanceolata e troncata o cuoriforme alla base; quelle cauline possono essere sessili e progressivamente più allungate e ristrette. Le foglie più grandi in genere sono riunite alla base del fusto e sono disposte in modo alterno. La parte inferiore della lamina è candida o densamente niveo-tomentosa; quella superiore può essere glabrescente o sparsamente lanosa. Dimensione delle foglie basali: larghezza 1,5 – 2 cm; lunghezza 5 – 7 cm.

### Infiorescenza

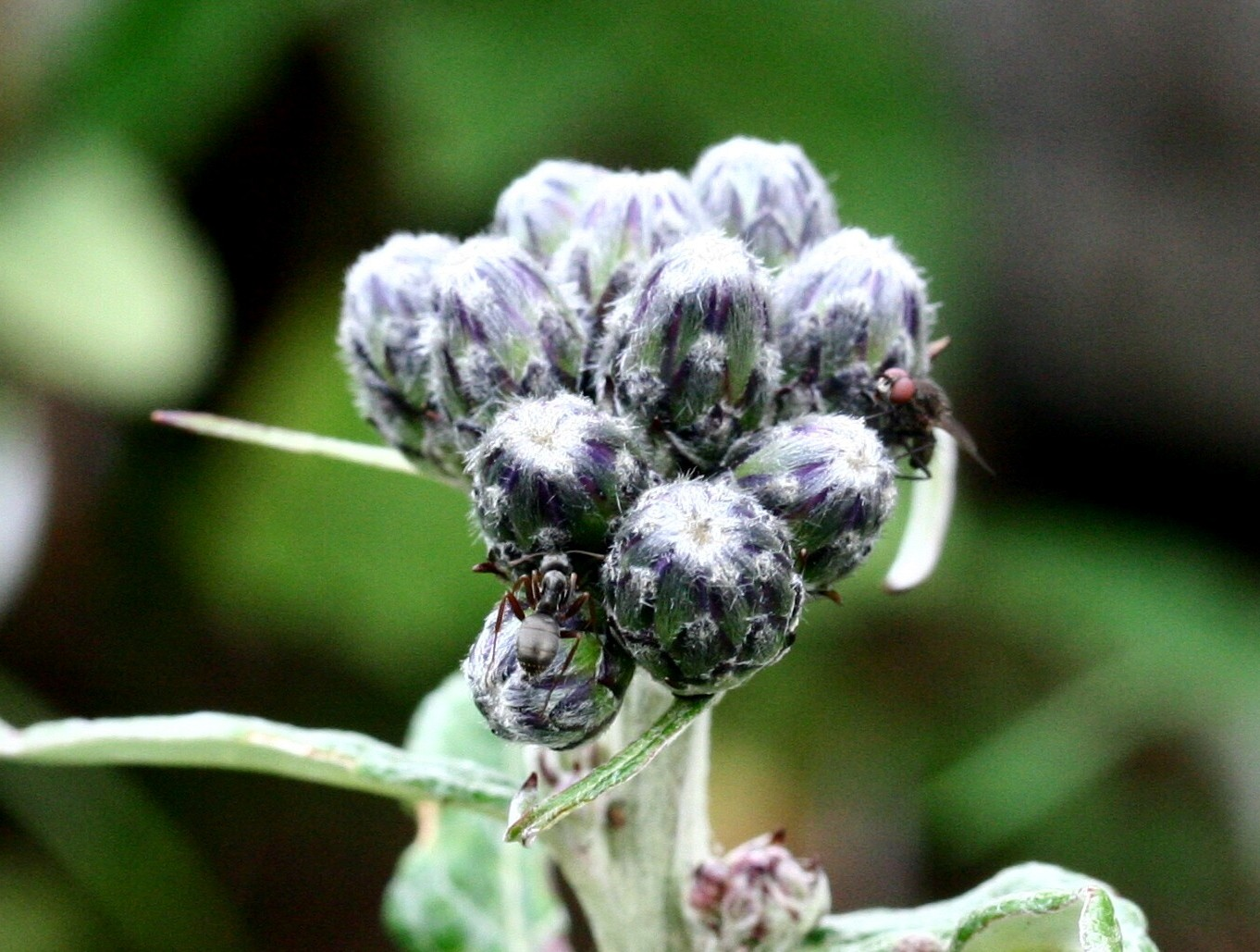
Infiorescenza
Località: "Giardino Botanico delle Alpi Orientali", Monte Faverghera (BL), 1500 m s.l.m. – 23/06/2007

Le infiorescenze sono formate da alcuni capolini (da pochi a meno di una decina) in formazioni corimbose (fascetto apicale). La struttura dei capolini è quella tipica delle Asteraceae: un breve peduncolo (in alcuni casi il capolino è sub-sessile) sorregge un involucro fusiforme o ovoidale-oblungo composto da diverse brattee (o squame) intere e inermi (senza appendice apicale spinosa), circondate da una banda nera e colorate di violaceo-scuro, disposte su più serie in modo embricato (quelle esterne sono più allungate) che fanno da protezione al ricettacolo più o meno piano, provvisto di pagliette, sul quale s'inseriscono i fiori tubulosi. Diametro dei capolini: 0,6 - 1,8 cm. Dimensioni dell'involucro: diametro 5 mm; altezza 12 mm.

### Fiore
I fiori sono tutti del tipo tubuloso (il tipo ligulato, i fiori del raggio, presente nella maggioranza delle Asteraceae, qui è assente), sono ermafroditi, attinoformi, tetra-ciclici (con quattro verticilli: calice – corolla – androceo – gineceo) e pentameri (ossia sia il calice che la corolla sono composti da cinque elementi).
- Formula fiorale:

- /x K {\displaystyle \infty }, [C (5), A (5)], G 2 (infero), achenio

- Calice: i sepali del calice sono ridotti ad una coroncina di squame.
- Corolla: la corolla ha una forma cilindrica regolare (tubolare) terminante con 5 profondi lobi; il colore è roseo-vinoso. Lunghezza: 15 mm.
- Androceo: gli stami sono 5 con filamenti liberi e glabri; le antere sono saldate fra di loro e formano un manicotto circondante lo stilo. Le appendici delle antere sono lanceolate (alla base sono presenti due sottili ciglia lanose).[4] Il colore delle antere è viola-nerastro.
- Gineceo: l'ovario è infero e uniloculare formato da 2 carpelli; lo stilo è unico con uno stimma terminale lungamente bifido e glabro (è presente solamente un anello di peli sotto la ramificazione dello stilo). La superficie stigmatica è localizzata nella parte interna dello stilo.[15] Il colore dello stilo è violetto. Lunghezza dello stilo: 3 mm.
- Fioritura: da luglio a agosto (fino a settembre a quote più basse).

### Frutti
I frutti sono degli acheni a forma sub-cilindrica, allungati e stretti; sono striati longitudinalmente. Il pappo si compone di un ciuffo di peli bi-seriati: i peli esterni sono persistenti e denticolati, quelli interni più grandi sono più piumosi, caduchi e connati alla base. Dimensione dell'achenio: 5 mm.

## Biologia
- Impollinazione: l'impollinazione avviene tramite insetti (impollinazione entomogama tramite farfalle diurne e notturne).
- Riproduzione: la fecondazione avviene fondamentalmente tramite l'impollinazione dei fiori (vedi sopra).
- Dispersione: i semi (gli acheni) cadendo a terra sono successivamente dispersi soprattutto da insetti tipo formiche (disseminazione mirmecoria). In questo tipo di piante avviene anche un altro tipo di dispersione: zoocoria. Infatti gli uncini delle brattee dell'involucro si agganciano ai peli degli animali di passaggio disperdendo così anche su lunghe distanze i semi della pianta.

## Distribuzione e habitat

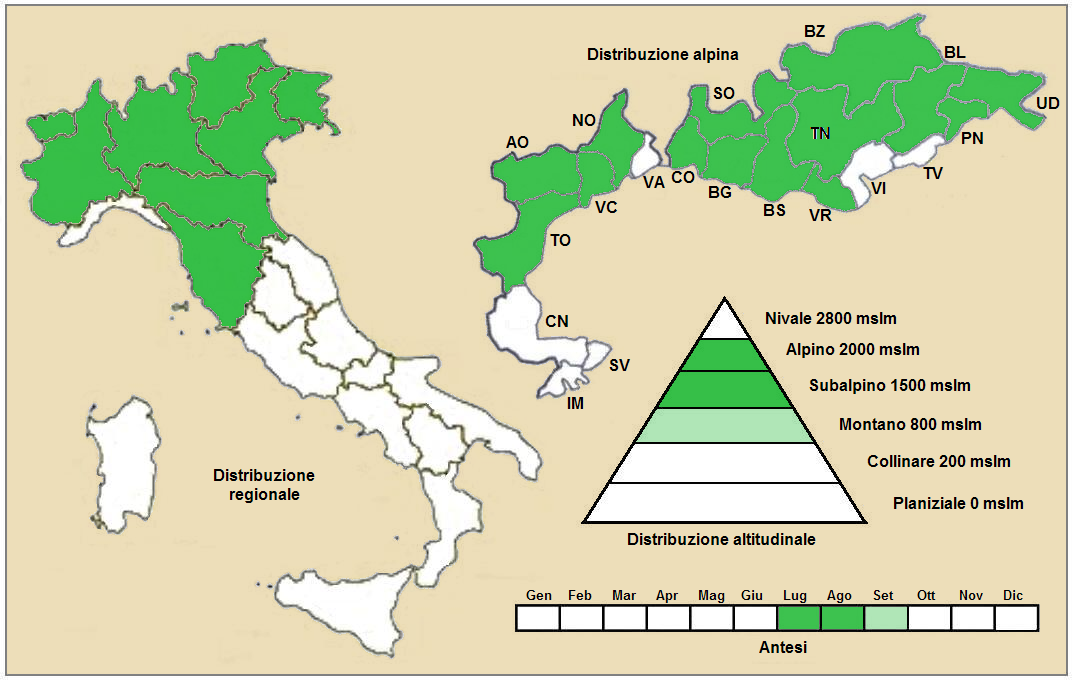
Distribuzione della pianta
(Distribuzione regionale – Distribuzione alpina)

- Geoelemento: il tipo corologico (area di origine) è Orofita - Eurasiatico.
- Distribuzione: è una specie rara e si trova solo nella zona alpina. Oltreconfine, sempre nelle Alpi, si trova in Francia (dipartimenti di Hautes-Alpes, Isère e Savoia), in Svizzera (cantoni Vallese, Ticino e Grigioni), in Austria (Länder del Vorarlberg, Tirolo Settentrionale, Carinzia, Stiria e Austria Inferiore) e in Slovenia. Sugli altri rilievi europei si trova nei Monti Balcani e Carpazi.[18]
- Habitat: l'habitat tipico per queste piante sono i ghiaioni mossi in prossimità di passi o forcelle del piano alpino e nivale; ma anche ripari sotto rocce, zone ruderali e praterie rase alpine. Il substrato preferito è sia calcareo che siliceo con pH basico, bassi valori nutrizionali del terreno che deve essere secco.
- Distribuzione altitudinale: sui rilievi queste piante si possono trovare da 2.200 fino a 2.800 m s.l.m.; frequentano quindi i seguenti piani vegetazionali: subalpino, alpino, e parzialmente quello montano.

### Fitosociologia
Dal punto di vista fitosociologico alpino la specie di questa scheda appartiene alla seguente comunità vegetale:
Formazione : comunità delle praterie rase dei piani subalpino e alpino con dominanza di emicriptofite.
Classe: Elyno-Seslerietea variae.
Ordine: Seslerietalia variae.
Alleanza: Seslerion variae.

## Tassonomia
La famiglia di appartenenza di questa voce (Asteraceae o Compositae, nomen conservandum) probabilmente originaria del Sud America, è la più numerosa del mondo vegetale, comprende oltre 23.000 specie distribuite su 1.535 generi, oppure 22.750 specie e 1.530 generi secondo altre fonti (una delle checklist più aggiornata elenca fino a 1.679 generi). La famiglia attualmente (2021) è divisa in 16 sottofamiglie.
La tribù Cardueae (della sottofamiglia Carduoideae) a sua volta è suddivisa in 12 sottotribù (la sottotribù Saussureinae è una di queste).

### Filogenesi
Le specie del genere Saussurea in precedenti trattamenti erano descritte all'interno del gruppo informale (provvisorio da un punto di vista tassonomico) "Jurinea-Saussurea Group". In questo gruppo erano descritti principalmente quattro generi: Dolomiaea, Jurinea, Polytaxis e Saussurea. In seguito ad ulteriori ricerche e analisi di tipo filogenetico, allorquando il gruppo ha acquisito la sua denominazione definitiva di sottotribù, si sono aggiunti altri nuovi generi.
Il genere Saussurea ha una distribuzione molto ampia (Europa, Asia e America) ma sempre in regioni montuose di tipo alpino. Comprende diverse centinaia di specie di cui 4/5 sono presenti anche nella flora spontanea italiana.  Si distingue dal genere Cirsium in quanto privo di spine e con un pappo formato da 1 - 2 serie di setole.
Il numero cromosomico di S. discolor è: 2n = 26.

### Variabilità
Per questa specie sono riconosciute tre varietà:
- Saussurea discolor var. discolor (è la stirpe più comune)
- Saussurea discolor var. elatior DC.
- Saussurea discolor var. firma Kitag.

### Sinonimi
Questa entità ha avuto nel tempo diverse nomenclature. L'elenco seguente indica alcuni tra i sinonimi più frequenti:
- Saussurea lapathifolia Beck.
- Saussurea lapatifolia (L.) H. Karst.
- Serratula discolor Willd., 1803
- Serratula alpina var. lapatifolia L.

### Specie simili
Le specie del genere Saussurea della flora italiana si distinguono per i seguenti caratteri:
- Saussurea depressa Gren.: la pianta ha un portamento nano; l'infiorescenza è corimbosa.
- Saussurea discolor (Willd.) DC.: le piante sono alte normalmente; l'infiorescenza è corimbosa; le foglie sono densamente niveo-tomentose.
- Saussurea alpina (L.) DC.: le piante sono alte normalmente; l'infiorescenza è corimbosa; le foglie sono più strette e la faccia inferiore è grigia o biancastra.
- Saussurea pygmaea (Jacq.) Sprengel: le piante sono alte normalmente; l'infiorescenza è formata da capolini solitari.

## Altre notizie
La Saussurea cordata (o Saussurea a foglie discolori) in altre lingue viene chiamata nei seguenti modi:
- (DE)  Zweifarbige Alpenscharte
- (FR)  Saussurée à feuilles discolores